# Esterina (film)
Esterina è un film del 1959 diretto da Carlo Lizzani.

## Trama

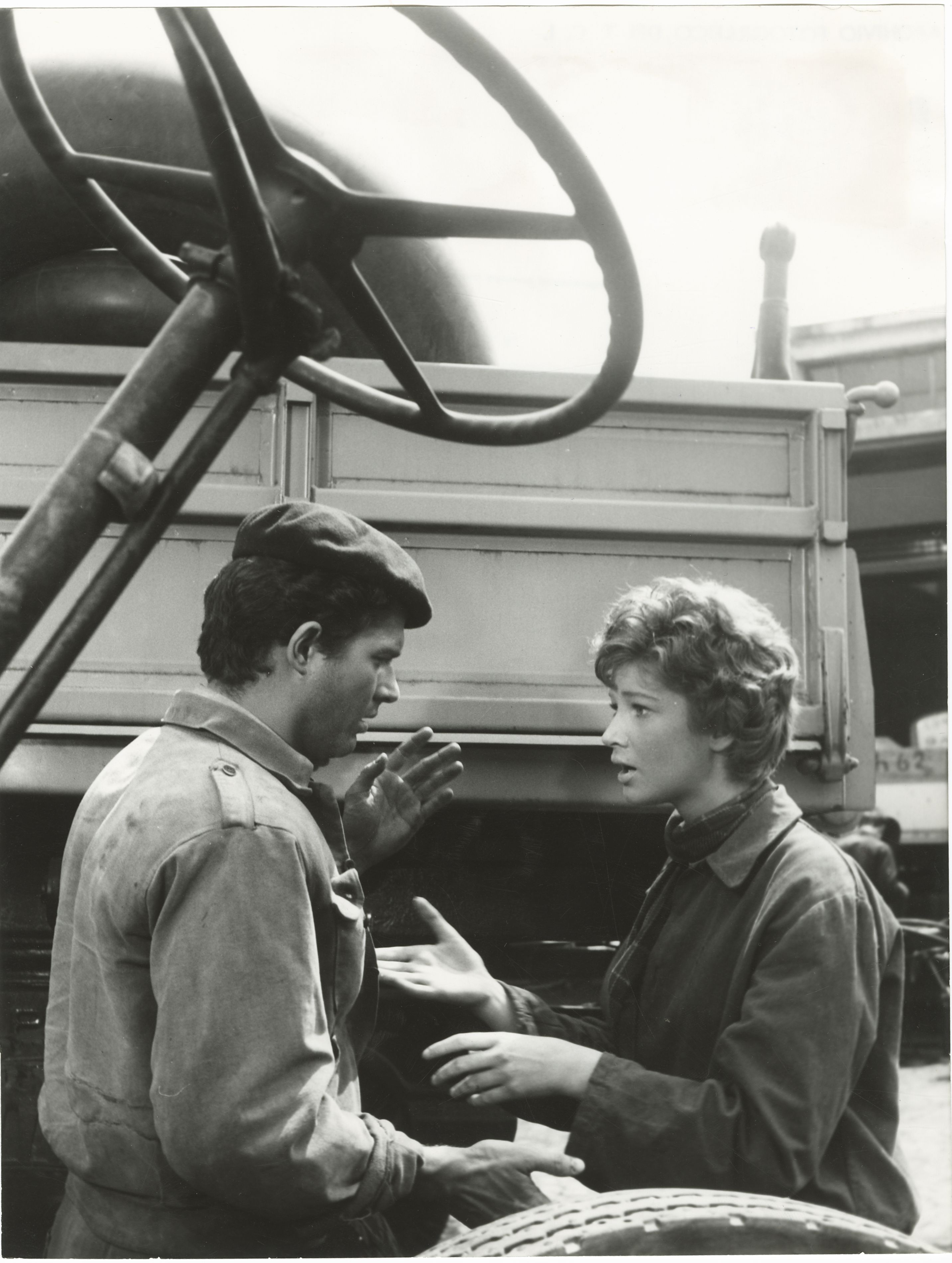
Geoffrey Horne e Carla Gravina in una scena del film

Annoiata dalla vita di campagna, dopo un diverbio avvenuto con i contadini che le danno lavoro, Esterina decide di farsi dare un passaggio in città da due camionisti, Gino e Piero. Giunti a destinazione, i due vorrebbero congedarla ma la ragazza chiede di rimanere con loro e, per vincere la loro diffidenza, offre i suoi modesti risparmi per aiutarli a pagare una cambiale. Durante il viaggio da Torino a Livorno, Esterina comincia a rendersi conto della realtà: dapprima i tre vengono coinvolti nello sfratto di una povera famiglia, poi Esterina riceve da una signora la proposta di lavorare in un salone di estetica, che in realtà è una casa di appuntamenti. Prima ancora che Esterina scopra la vera destinazione del locale in cui è finita, sopraggiunge la polizia e arresta tutti.
Delusa e sfiduciata per le umiliazioni subite e per gli ingiusti sospetti cui è fatta segno, Esterina tenta il suicidio buttandosi in mare, ma alcuni pescatori la salvano. Gino e Piero vanno a trovarla in ospedale e dovranno riportarla a casa a Torino, nella vita grigia e mediocre da cui pensava di poter evadere. Piero torna alla sua famiglia, ma Gino decide alla fine di sposarla.

## Produzione
La parte di Gino, andata a Geoffrey Horne, era stata originariamente proposta a Marcello Mastroianni, già impegnato però nelle riprese de La dolce vita di Federico Fellini.
Le riprese sono state eseguite a: Torino, Moncalieri, Pino Torinese, Rivalta di Torino, Livorno, Pisa, Roma, Santa Marinella, al porto di Civitavecchia e presso le cascate di Monte Gelato.

## Distribuzione
Inizialmente annunciato col titolo Una testa piena di stoffa, venne presentato il 27 agosto 1959 alla 20ª Mostra internazionale d'arte cinematografica di Venezia, in cui riscosse un discreto successo.
Venne distribuito nei cinematografi a partire dal 10 settembre.

## Riconoscimenti
- Nastri d'argento 1960: candidatura come migliore attrice protagonista a Carla Gravina.